# 熊野八幡神社 (各務原市神置町)
熊野八幡神社（くまのはちまんじんじゃ）は、岐阜県各務原市神置町に鎮座する神社。

## 概要
各務原市神置町の氏神である。
神置町はかつては羽栗郡間嶋村であった。間嶋村の東部は熊野神社を鎮守とし、西部は八幡神社を鎮守としていたため、事実上は東と西とは異なる村であった。住民の対立が激化し、1874年（明治7年）に東間島村と西間島村に分立する事態となったが、翌年に合併し、神置村となった経緯がある。この熊野神社と八幡神社を合祀し、1982年（昭和57年）10月31日に熊野八幡神社となる。
旧・熊野神社が熊野八幡神社であり、社殿は熊野神社のものを改築し、熊野神社と八幡神社の本殿を祀る。門柱、燈籠、狛犬などは旧来の熊野神社に加え、八幡神社のものを移築している。
旧・熊野神社
創建時期不詳。旧・村社。
旧・八幡神社
各務原市神置町3丁目に鎮座し、祭神は四柱（応神天皇、仲哀天皇、神功皇后、白山大権現）であった。
霊亀2年（717年）、白鬚神社（各務原市川島笠田町に鎮座）の境内社として創建。天正14年（1586年）の木曽川の洪水の後、八幡神社は羽栗郡間嶋に移転。
跡地は神置町公民館、稲羽地区体育館となっている。また。八幡神社の拝殿と慰霊碑（太平洋戦争で戦没した八幡神社の氏子を慰霊。1964年建立。慰霊碑の上部には焼夷弾の不発弾を転用。）が残されている。

## 祭神
- 速玉之男神、家津御子神、熊野久須毘命
- 応神天皇